# Christian Regelmann
Christian Regelmann (* 24. März 1842 in Sonnenbühl-Undingen; † 10. April 1920 in Stuttgart) war ein deutscher Kartograf.

## Leben
Regelmann war der Sohn eines Geometers und ein Bruder des Oberhausener Stadtbaurats Albert Regelmann (1846–1912). Er machte eine Berufsausbildung zum Topographen und wurde anschließend Mitarbeiter des Württembergischen Statistischen Landesamtes. Dort war Regelmann als Inspektor und zuletzt als Rechnungsrat angestellt.
Bei trigonometrischen Höhenaufnahmen erfasste er auch den geologischen Untergrund und die Mächtigkeit von Schichteinheiten. Die dazu notwendigen geologischen Kenntnisse erwarb er durch Literaturstudium, Reisen und den Besuch von Tagungen.
Regelmann gilt als Entdecker der Kieserschen Forstkarte, einer frühen Kartierung der württembergischen Forste in den Jahren 1680-1687.
1891 erschien eine von ihm erarbeitete Hydrographische Übersichtskarte 1 : 600.000 des Königreichs Württemberg.

## Die Regelmann-Karte
Nach Regelmann wurde die 1893 erstmals erschienene „Geognostische Uebersichtskarte des Königreichs Württemberg im Maßstab 1 : 600 000“ als „REGELMANN-Karte“ bezeichnet. Sie wurde herausgegeben vom K.Württ.Statistischen Landesamt. Die von ihm bearbeitete Übersichtskarte profitierte von seiner kartographischen Ausbildung und einer bereits international verwendeten Farbgebung. Die Karte zeichnete sich durch eine klare, übersichtliche Darstellung und einen niedrigen Preis aus. 1894 erschien bereits die 2. Auflage und bis 1919 die 10. Auflage mit einem Erläuterungsband von 92 Seiten. Nach Schätzungen von Franz Kirchheimer wurden bis 1920 insgesamt etwa 15000 Exemplare gedruckt.
Kartenstände/Chronologie
- 1892: Geognostische Uebersichtskarte des Königreichs Württemberg im Maßstab 1 : 600 000. Auf Grund der geognostischen Specialaufnahmen bearbeitet und herausgegeben von dem K. Württ. Statistischen Landesamt. Bearbeitet von C. REGELMANN, Inspektor im K.Württ. Statistischen Landesamt. — Druck: Giesecke & Devrient, Leipzig u. Berlin. — [Auslieferung Frühjahr 1893]
- 1894: 2. Auflage, Titel wie 1. Auflage
- 1897: 3. (verbesserte) Auflage
- 1899: 4. (verbesserte) Auflage
- 1903: Neudruck der 4. Auflage
- 1905: Geologische Uebersichtskarte von Württemberg und Baden, dem Elsass, der Pfalz und den weiterhin angrenzenden Gebieten. Herausgegeben von dem K. Württembergischen Statistischen Landesamt. — 5., erweiterte Auflage der geognostischen Übersichtskarte des Königreichs Württemberg im Maßstab 1 :600 000, bearb. v. C. REGELMANN.-[Druck: Giesecke & Devrient, Leipzig u. Berlin]
- 1906: 6., verbesserte Auflage, bearbeitet von C. REGELMANN mit Erläuterungen ! [erstmals]
- 1907: 7., verbesserte Auflage ?
- 1909: Neudruck der 7. Auflage
- 1911: 8. Auflage
- 1913: 9., verbesserte Auflage, bearbeitet von C. REGELMANN
- 1914: Geologische Übersichtskarte von Württemberg und Baden, dem Elsass, der Pfalz und den weiterhin angrenzenden Gebieten / Erl.1914, 9. Aufl., 2. Abdr., Neudruck der neunten Auflage (in 92 Farbtönen)
- 1919: Geologische Übersichtskarte von Württemberg und Baden, dem Elsass, der Pfalz und den weiterhin angrenzenden Gebieten mit 25 Profilen im Text u. 1 Erdbebenkarte Südwestdeutschlands Regelmann, Christian. - Stuttgart : H. Lindemann, 1919, 10. Aufl., bearbeitet von C.&K. REGELMANN. Herausgegeben von dem Württembergischen Statistischen Landesamt.
- 1920: 11. Auflage, bearbeitet von C. & K. REGELMANN
- 1921: Erläuterungen zur 11. Auflage der Geologischen Uebersichtskarte von Württemberg und Baden, dem Elsass, der Pfalz und den weiterhin angrenzenden Gebieten Regelmann, Christian. - [s. l.] : [s. n.]Stuttgart ( : W. Kohlhammer), 1921